# Montañas Mühlig-Hofmann
Las Montañas Mühlig-Hofmann es una cadena montañosa ubicada a unos 100-150 km al sur de la Costa de la Princesa Astrid, en la Tierra de la Reina Maud en la Antártida oriental. Se extienden de este a oeste durante 100 km entre las Montañas Gjelsvik y las Montañas Orvin. Junto con otras cadenas montañosas (Montañas Orvin, macizo Voltat-Humboldt, Montañas Wohlthat, las Montañas Drygalski, las Montañas Gjelsvik, ...) forman parte de un arco gigantesco de montañas paralelo a la costa de la Tierra de la Reina Maud y ubicado a una distancia de 100-300 km.
Su cumbre más importante es la montaña Jøkulkyrkja (iglesia glacial en noruego) de 3148 m, que a su vez es el punto más alto de la Tierra de la Reina Maud. Este pico fue escalado por primera vez en por Ivar Eric Tollefsen en 1994.
En estas montañas se encuentra la base noruega estacional Tor. Cerca de ellas, en las vecinas Montañas Gjelsvik, se encuentra la base base noruega permanente Troll, ubicada en el nunatak Jutulsessen.

## Descubrimiento y denominación
Las Montañas Mühlig-Hofmann fueron descubiertas por la tercera expedición alemana a la Antártida (1938-1939), liderada por Alfred Ritscher, y nombradas así en honor director de la división del Ministerio del Aire alemán. Fueron remapeadas por la Sexta expedición noruega a la Antártida (1956-1960).

## Rumores de base nazi secreta
Ubicadas en Nueva Suabia, territorio de la Tierra de la Reina Maud reclamado por la Alemania nazi, las Montañas Mühlig-Hofmann, y otras ubicaciones cercanas, han sido señaladas por diversos autores como la ubicación de una base secreta de la Alemania nazi. Pese a que testimonios de nazis capturados y que estudios posteriores ofrecieron pruebas de la falsedad de las afirmaciones, el rumor se ha ido propagando.